# Here They Go Again
Here They Go Again è un album Live dei The Company of Snakes, pubblicato nel 2001 per l'Etichetta discografica SPV GmbH.

## Tracce

### CD1
1. Come On (Coverdale, Marsden) – 4:26
2. Walking In The Shadow Of The Blues (Coverdale, Marsden) – 5:02
3. Trouble (Coverdale, Marsden) - 6:30
4. Kinda Wish You Would (Marsden) – 5:56
5. Rough An' Ready (Coverdale, Marsden) – 3:25
6. Don't Break My Heart Again (Coverdale) – 6:35
7. Moody's Blues (Moody) – 4:01
8. Slow An' Easy (Coverdale, Moody) – 6:57
9. Sweet Talker (Coverdale, Marsden) – 5:07
10. Ready an' Willing (Coverdale, Moody, Lord, Murray, Paice) – 6:33

### CD2
1. Would I Lie To You (Coverdale, Marsden, Moody) – 4:32
2. Ain't Gonna Cry No More (Coverdale, Moody) – 7:09
3. Silver On Her Person (Moody) - 5:01
4. Lovehunter (Coverdale, Marsden, Moody) – 5:15
5. Is this Love (Coverdale, Sykes) – 5:43
6. Since You Been Gone (Ballard) – 3:39
7. Here I Go Again (Coverdale, Mardsen) – 9:28
8. Wine Women An' Song (Coverdale, Moody, Lord, Murray, Paice) – 6:43
9. Fool For Your Loving (Coverdale, Marsden, Moody) – 5:07

## Formazione
- Micky Moody – chitarra, voce
- Bernie Marsden – chitarra, voce
- Neil Murray – basso
- John Lingwood – batteria
- Don Airey - tastiere
- Stefan Berggren - voce